# ویویان مراد
ویویان مراد (۱۲ ژوئیه ۱۹۸۰) خوانندهٔ لبنانی است.  اولین تک آهنگ خود را به نام «هیچیم نیست» (به عربی: ما بي شي) در سال ۲۰۰۸ بیرون داد. اولین آلبوم او «بالاتر از کلام» (به عربی: فوق الکلام) تولید ۲۰۱۱ است و پس از آن کارهای هنری او ادامه یافت. یکی از اعضای سندیکای هنرمندان حرفه‌ای در لبنان است. او به پنج زبان روان می‌خواند: فرانسوی، انگلیسی، اسپانیایی و ایتالیایی، علاوه بر عربی.

## زندگی و پیشه
ویویان مراد در ۱۲ ژوئیه ۱۹۸۰ در استان بقاع به دنیا آمد. تحصیلات خود را در مدرسه قلب مقدس دریافت کرد. صدای او تا مدت‌ها به ویژه در کنسرت‌های مدرسه مورد توجه خانواده، معلمان و همکلاسی‌هایش قرار گرفت.پس از اتمام تحصیلات دبیرستان، به دانشکده مهندسی کشاورزی دانشگاه لبنان پیوست، اما عشق به هنر باعث شد تا به مدت ۵ سال به پاریس سفر کند و آواز بخواند و در آنجا آواز خواندن به زبان‌های انگلیسی، فرانسوی، اسپانیایی و ایتالیایی را فرا گرفت.
پس از بازگشت، در سال ۲۰۰۸ به دبی رفت و اولین تک آهنگ خود را به نام «هیچ چی نیست» (به عربی: ما بي شي) به نویسندگی احمد عبدالنبی، آهنگسازی جاد مهنا منتشر کرد و آن را به صورت ویدیو کلیپ به کارگردانی رندلی قدیح فیلمبرداری کرد.پس از سال‌ها زندگی در امارات و پاریس، جایی که فعالیت هنری خود را آغاز کرد، برای اجرای اولین آلبوم خود به بیروت بازگشت. او در سال ۲۰۱۱ اولین آلبوم خود را با نام «بالاتر از کلام» (به عربی: فوق الکلام)  منتشر کرد که شامل ده آهنگ متنوع با لهجه‌های مصری، لبنانی و خلیجی است. او در این آلبوم با گروهی از شاعران و آهنگسازان از جمله محمد رفاعی، ایهاب عبده و احمد عبدالنبی همکاری کرد.او اصرار داشت که یک کلیپ با رنده علم فیلمبرداری کند، بنابراین بیش از پنج ماه منتظر بازگشت او از آمریکا بود.
او علاوه بر زبان عربی به خوانندگی بر پنج زبان فرانسوی، انگلیسی، اسپانیایی و ایتالیایی مسلط است. در طول حرفهٔ هنری خود مجموعهٔ بزرگی از آهنگ‌ها را ارائه کرد که موفقیت‌های زیادی در بین مخاطبان عرب به دست آورد. او به لهجه‌های لبنانی، مصری، عراقی و خلیجی آواز خوانده است. از معروف‌ترین آهنگ‌هایی که او اجرا کرده است: «مصر بزرگه» (به عربی: مصر عظيمة)، «چت شده» (به عربی: شو صاير فيك)، «فقط احساس» (به عربی: مجرد احساس)، «روزگار» (به عربی: أيام في العمر)، «بالاتر از کلام» (به عربی: فوق الكلام)، «بهت زنگ زدم،» (به عربی: ندهتك أنا)، «نزدیکیِ تو رفت» (به عربی: قربك راح)، «ازت راضی‌ام» (به عربی: راضيه بيك)، «زیباترین کلمات عاشقانه» (به عربی: اجمل كلام الحب)، «وقتی چشامو می‌بندم» (به عربی: لما بغمض عيني)، «عصبانی شو و صبر کن» (به عربی: اشخط وانطر). ویویان به لطف کنسرت‌هایش در اروپا و آمریکا یکی از خوانندگان شناخته‌شدهٔ لبنانی در خارج از کشور است و معمولاً در جشنواره‌های تابستانی لبنانی شرکت می‌کند. در تاریخچهٔ کنسرت‌های خود در خارج از کشور، کنسرت‌های مهمی با خوانندگانی از جمله جورج وسوف، فارس کرم و مروان خوری برگزار کرد. از جمله خوانندگانی که بیشتر دوستشان دارد، ماجد المهندس، محمد عبده، شیرین عبدالوهاب و حسین الجسمی هستند.

## زندگی شخصی
او مسیحی است. در سال ۲۰۲۳، ویویان مراد بعد از یک رابطهٔ عاشقانه ۱۱ ساله از ازدواج خود با مرد جوانی با تابعیت اسپانیا خبر داد و تأیید کرد که مراسم عروسی در لبنان در فضایی خاص و با حضور تعدادی از دوستان نزدیک برگزار شد.مراد با اشاره به اینکه شوهرش از خارج از جامعهٔ هنری است از افشای هویت خودداری کرد. او تصمیم گرفته بود که در سال ۲۰۱۹ ازدواج کند، اما همه‌گیری جهانی کووید و شرایط دشواری که لبنان در آن زمان تجربه می‌کرد، او را وادار کرد تا این ازدواج را تا زمان مناسب به تعویق بیندازد.
در مصاحبهٔ اوت ۲۰۱۷ با الشرق الأوسط تصریح کرد هیچگاه به دنبال شهرت یا ثروت نبوده است و از آغاز تا امروز شخصیت طبیعی خود را حفظ کرده است و این چیزی است که واقعاً برای او مهم است. او گفت: «زمانی که در لبنان شروع به آواز خواندن کردم، قبلاً ثروت قابل ملاحظه‌ای از کار کردن در خارج از کشور به مدت یازده سال جمع‌آوری کرده بودم؛ برای من پول یک وسیله است نه یک هدف. امروز، من با گام‌های ثابت و آرام، بدون اینکه به کمک کسی نیاز داشته باشم، راه می‌روم و به این افتخار می‌کنم.» او دوست دارد شخصاً با مردم ارتباط برقرار کند. این ویژگی را از راغب علامه یادگرفته است، کسی که با او دوستی نزدیک دارد و علامه معمولاً به او مشورت می‌دهد. ویویان مراد هر از گاهی از خوانندگی استراحت می‌کند تا خود را وقف امور معنوی کند. در پی بحران سیاسی ۲۰۱۹ لبنان، او خواستار استقلال لبنان از رهبران و احزاب فاسد آن شد و بیان داشت که ما همۀ ما متعلق به یک پرچم و یک کشور واقعاً مستقل هستیم.